# José Rodríguez Carballo
José Rodriguez Carballo, O.F.M. (Sarreaus, 11 de agosto de 1953) é um prelado católico espanhol, actualmente Arcebispo de Mérida-Badajoz.

## Vida
Entrou no Seminário menor da Província Franciscana de Santiago de Compostela, em Castroverde de Campos (Zamora), no ano de 1964. Transitou no ano seguinte para o Seminário de Herbón (Corunha), fez o noviciado no Convento de Ponteareas e concluiu a profissão dos votos temporários em 9 de agosto de 1971.
Frequentou o um curso filosófico bianual (1971-1973) no Centro de Estudos Teológicos de Santiago de Compostela, prosseguindo os seus estudos em Jerusalém, onde obteve o bacharelato em 1976. Fez a profissão solene a 8 de dezembro de 1976 na Basílica da Anunciação em Nazaré, ano em que iniciou os estudos no Studium Biblicum Franciscanum de Jerusalém. Foi ordenado presbítero a 28 de junho de 1977 no Convento de São Salvador de Jerusalém, sede da Custódia da Terra Santa. Obteve a licenciatura em Teologia Bíblica em 1978, e posteriormente em 1981 a licenciatura em Sagrada Escritura pelo Pontifício Instituto Bíblico de Roma.
Regressou à Espanha com destino à Fraternidade de Ponteareas, onde foi Mestre de Postulandos e ecónomo, no Capítulo Provincial foi posteriormente nomeado Secretário Provincial para a formação e estudos, foi Comissário da Terra Santa e Mestre de Noviciado. Em 1989 tornou-se reitor do Convento de São Francisco de Santiago de Compostela e Mestre dos Frades de profissão temporária.

## Carreira na Ordem dos Frades Menores
Leccionou Sagrada Escritura no Seminário Diocesano de Vigo (1982-1992) e no Centro de Estudos Teológicos de Santiago de Compostela (1985-1992), bem como Teologia da Vida Consagrada.
Foi eleito Ministro Provincial de Santiago de Compostela em 1992 e foi também Presidente da União dos Ministros Provinciais Franciscanos da Europa (1993-1997). Eleito Definidor Geral da Ordem em 1997, foi nomeado Secretário Geral para a Formação e Estudos e Delegado do Grão-Chanceler para o Pontifício Ateneu Antonianum em Roma. Em 5 de junho de 2003 foi eleito Ministro Geral da Ordem dos Frades Menores, tornando-se no 119º sucessor de São Francisco de Assis. Em 4 de junho de 2009 é reeleito por um mandato de seis anos. A 23 de novembro de 2012 foi também eleito Presidente da União dos Superiores Gerais.
É membro da Congregação para a Evangelização dos Povos e da Congregação para os Institutos de Vida Consagrada e Sociedades de Vida Apostólica. Participou no Sínodo dos Bispos de 2005, 2008 e de 2012 e no Sínodo para o Médio Oriente de 2010. Participou também na 5ª Conferência Geral do Episcopado Latino-Americano de Aparecida em 2007.
É autor de numerosos artigos sobre a vida consagrada e religiosa, teologia pastoral, sagrada escritura e espiritualidade franciscana e tem publicados outros livros. Domina o espanhol, inglês, francês, italiano e português e tem conhecimentos de latim, grego bíblico e hebraico bíblico.

## Episcopado
Em 6 de abril de 2013 foi nomeado pelo Papa Francisco como Secretário da Congregação para os Institutos de Vida Consagrada e as Sociedades de Vida Apostólica. Poucos dias antes de sua nomeação havia concedido uma entrevista na qual afirmou que:
1. para os franciscanos, a eleição do Papa Francisco era recebida com muita alegria e representava um grande desafio e um apelo para "levar a Igreja a ser mais pobre, mais simples, a estar mais próxima das pessoas";
2. o Papa Francisco seria "uma pessoa muito próxima, que escuta", "muito profunda", pois iria ao "essencial", que desejaria "mudar o rosto da Cúria" e "impulsionar o ecumenismo e o diálogo com o homem e a mulher de hoje";
3. o Espírito Santo elegeu o Papa que a Igreja e o Mundo necessitavam;
4. os gestos do Papa Francisco são gestos que cativam;
5. já o conhecia o Papa Francisco de sua eleição e que fora recebido por ele em audiência privada na qual teve a impressão de ter diante dele um irmão, um amigo e um companheiro de sempre.

Recebeu a ordenação episcopal em 18 de maio seguinte, na Catedral de Santiago de Compostela, do Cardeal Secretário de Estado, Tarcisio Bertone, S.D.B., coadjuvado por Carlos Amigo Vallejo, O.F.M., cardeal arcebispo emérito de Sevilha e por Julián Barrio Barrio, arcebispo de Santiago de Compostela.
Em 14 de setembro de 2023, foi nomeado como arcebispo coadjutor de Mérida-Badajoz.
Ele sucedeu como Arcebispo de Mérida-Badajoz em 29 de junho de 2024.

## Bispos ordenados
E foi concelebrante da ordenação episcopal de:
- Dom Sabino Iannuzzi, O.F.M. (2022)